# Prêmio Machado de Assis

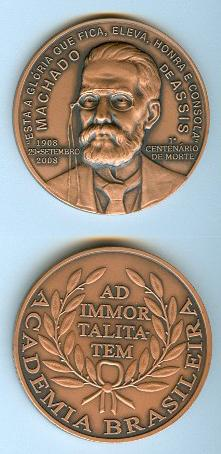
Prêmio Machado de Assis

Der Prêmio Machado de Assis ist der bedeutendste brasilianische Literaturpreis, der seit 1941 jährlich von der Academia Brasileira de Letras, Rio de Janeiro, an brasilianische Schriftsteller für ihr Lebenswerk vergeben wird.
Die Geehrten erhalten neben der Preissumme von derzeit R$ 100.000 und einer Urkunde auch seit 1998 eine vom Bildhauer Mário Agostinelli geschaffene Büste, die Machado de Assis, den bedeutendsten Schriftsteller Brasiliens, zeigt.
Die Fundação Biblioteca Nacional (Brasilianische Nationalbibliothek) vergibt einen gleichnamigen Preis.

## Preisträger

### 1941–1960
- 1941 – Tetrá de Teffé
- 1942 – Afonso Schmidt
- 1943 – Sousa da Silveira
- 1944 – Nicht vergeben
- 1945 – Osório Dutra
- 1946 – Tobias Monteiro
- 1947 – Nicht vergeben
- 1948 – Augusto Meyer
- 1949 – Nicht vergeben
- 1950 – Eugênio Gomes
- 1951 – Padre Augusto Magne
- 1952 – Antônio da Silva Melo
- 1953 – Érico Veríssimo
- 1954 – Dinah Silveira de Queiroz
- 1955 – Onestaldo de Pennafort
- 1956 – Luiz da Câmara Cascudo
- 1957 – Tasso da Silveira
- 1958 – Rachel de Queiroz
- 1959 – José Maria Belo
- 1960 – Nicht vergeben

### 1961–1980
- 1961 – João Guimarães Rosa
- 1962 – Antenor Nascentes
- 1963 – Gilberto Freyre
- 1964 – Joracy Camargo
- 1965 – Cecília Meireles
- 1966 – Lúcio Cardoso
- 1967 – Adelino Magalhães
- 1968 – Oscar Mendes
- 1969 – Edilson Carneiro
- 1970 – Otávio de Faria
- 1971 – Murillo Araujo
- 1972 – Dalcídio Jurandir
- 1973 – Andrade Murici
- 1974 – Waldemar Cavalcanti
- 1975 – Hermes Lima
- 1976 – Mario da Silva Brito
- 1977 – Raul Bopp
- 1978 – Carolina Nabuco
- 1979 – Gilka Machado
- 1980 – Mário Quintana

### 1981–2000
- 1981 – Ayres da Matta Machado Filho
- 1982 – Franklin de Oliveira
- 1983 – Paulo Rónai
- 1984 – Henriqueta Lisboa
- 1985 – Thales de Azevedo
- 1986 – Péricles Eugênio da Silva Ramos
- 1987 – Nilo Pereira
- 1988 – Dante Milano
- 1989 – Gilberto Mendonça Telles
- 1990 – Sábato Magaldi
- 1991 – Maria Clara Machado
- 1992 – Fausto Cunha
- 1993 – Antonio Candido
- 1994 – Antônio Olinto
- 1995 – Leodegário A. de Azevedo Filho
- 1996 – Carlos Heitor Cony
- 1997 – José J. Veiga
- 1998 – Joel Silveira
- 1999 – Fernando Sabino
- 2000 – Antônio Torres

### 2001–2020
- 2001 – Ana Maria Machado
- 2002 – Wilson Martins
- 2003 – Antonio Carlos Villaça
- 2004 – Francisco de Assis Brasil
- 2005 – Ferreira Gullar
- 2006 – César Leal
- 2007 – Roberto Cavalcanti de Albuquerque
- 2008 – Autran Dourado
- 2009 – Salim Miguel
- 2010 – Benedito Nunes
- 2011 – Carlos Guilherme Mota
- 2012 – Dalton Trevisan
- 2013 – Silviano Santiago
- 2014 – Vamireh Chacon
- 2015 – Rubem Fonseca
- 2016 – Ignácio de Loyola Brandão
- 2017 – João José Reis

### 2021–2030
- 2021 – Ruy Castro
- 2022 – Roberto DaMatta